# 두 개의 선
"두 개의 선"(2 Lines)은 한국에서 제작된 지민 감독의 2011년 다큐멘터리 영화이다. 지민 등이 주연으로 출연하였다.

## 출연

### 주연
- 지민
- 이철

## 기타
- 구성: 손경화
- 구성: 지민
- 사운드믹싱: 고은하
- 사운드믹싱: 표용수
- 예고편: 김형남
- 배급부문: 이상엽
- 배급부문: 신애린
- 마케팅부문: 김하나
- 마케팅부문: 오보라
- 포스터사진: 이승희